# Ceriagrion nigroflavum
Ceriagrion nigroflavum – gatunek ważki z rodziny łątkowatych (Coenagrionidae).